# 阿曼國家童軍與女童軍組織
阿曼國家童軍與女童軍組織（阿拉伯语：‎）為阿曼的國家童軍與女童軍組織。該組織成立於1948年，1977年成為世界童軍運動組織成員，1996年成為世界女童軍總會成員，屬於男女混合的童軍組織。2010年，總共有1.9萬名成員，分別有8,892名童軍成員與9,965名女童軍成員。
該組織的童軍銘言為「‎」，阿拉伯語的「準備」。童軍在阿拉伯語的名稱為「‎」。阿曼童軍與女童軍的徽章結合了阿曼國徽、代表女童軍的三葉形與代表童軍的百合花飾。

## 外部連結
- 官方網站
- http://scouts.elysiumgates.com/dufar.html （页面存档备份，存于）
- 阿曼童軍第1團（英國海外童軍） （页面存档备份，存于）
- 英國海外童軍 （页面存档备份，存于）